# Nürnberger Versicherungscup 2016
La Nürnberger Versicherungscup 2016 è stato un torneo di tennis giocato all'aperto sulla terra rossa. È stata la quarta edizione del Nürnberger Versicherungscup, che fa parte della categoria International nell'ambito del WTA Tour 2016. Si è giocato al Tennis Club 1. FCN Seit 1924 di Norimberga, in Germania, dal 15 al 21 maggio 2016.

## Partecipanti

### Teste di serie
| Nazionalità | Giocatrice         | Ranking* | Testa di serie |
| ----------- | ------------------ | -------- | -------------- |
| Italia      | Roberta Vinci      | 7        | 1              |
| Germania    | Laura Siegemund    | 38       | 2              |
| Germania    | Annika Beck        | 41       | 3              |
| Ucraina     | Lesja Curenko      | 42       | 4              |
| Germania    | Sabine Lisicki     | 44       | 5              |
| Giappone    | Misaki Doi         | 45       | 6              |
| Germania    | Anna-Lena Friedsam | 50       | 7              |
| Kazakistan  | Julija Putinceva   | 54       | 8              |

* Ranking al 9 maggio 2016.

### Altre partecipanti
Giocatrici che hanno ricevuto una wildcard per il tabellone principale:
- Mira Antonitsch
- Katharina Gerlach
- Katharina Hobgarski

Giocatrici passate dalle qualificazioni:

- Kiki Bertens
- Olga Fridman
- Barbora Krejčíková
- Tatjana Maria
- Marina Mel'nikova
- Stephanie Vogt

Giocatrice entrata in tabellone come lucky loser:
- Cristina Dinu
- Antonia Lottner

## Campionesse

### Singolare
Kiki Bertens ha sconfitto in finale  Mariana Duque Mariño con il punteggio di 6-2, 6-2.
- È il secondo titolo in carriera per Bertens, primo della stagione.

### Doppio
Kiki Bertens /  Johanna Larsson hanno sconfitto in finale  Shūko Aoyama /  Renata Voráčová con il punteggio di 6-3, 6-4.